# فلاديسلاف كوليك
فلاديسلاف كوليك (بالروسية: Кулик, Владислав Михайлович)‏ (27 فبراير 1985 ببولتافا في أوكرانيا - ) هو لاعب كرة قدم روسي في مركز الوسط. شارك مع منتخب روسيا تحت 21 سنة لكرة القدم ومنتخب روسيا الثاني لكرة القدم. أما مع النوادي، فقد لعب مع تيريك غروزني وروبين كازان ونادي روتور فولغوغراد ونادي كريليا سوفيتوف سامارا ونادي كوبان كراسنودار وFC Lada-Tolyatti ‏ وFC Chernomorets Novorossiysk ‏ ونادي أورال يكاترينبورغ.

## وصلات خارجية
- فلاديسلاف كوليك على موقع قاعدة بيانات كرة القدم.إي يو (الإنجليزية)
- فلاديسلاف كوليك على موقع Soccerway.com (الإنجليزية)
- فلاديسلاف كوليك على موقع عالم كرة القدم.نت (الإنجليزية)
- فلاديسلاف كوليك على موقع AS.com (الإسبانية)